# Stump (cricket)

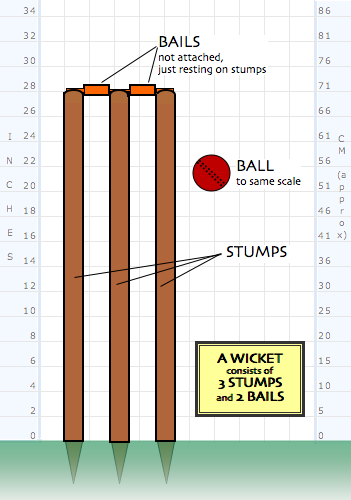
Afbeelding van het wicket, waarin 3 stumps zijn

De Stump is een cricketterm. Een stump is een paal en 3 stumps vormen samen met 2 bails het wicket. Een stump is normaal gesproken gemaakt van hout, is 71,1 cm lang, en heeft een diameter van 3,81 cm.
Elke van de 3 stumps heeft een eigen naam:
- Off-stump, de stump aan de zijde waar het bat staat van de batsman.
- Middle-stump, de middelste van de 3 stumps.
- Leg-stump, de stump waarbij de benen van de batsman staan.

Deze namen worden vooral gebruikt om aan te geven waar de bal bijvoorbeeld het wicket raakte.
Stumps worden in professioneel cricket ook gebruikt om reclame op te zetten. Verder zijn ze tegenwoordig ook uitgerust met een mini-camera, om de tv-kijker een uniek beeld van het spel te geven.

## Andere betekenis van stump
Een andere betekenis van stump is stumping, een manier van het uitgaan van de batsman. Als de batsman uit wordt gestumpt, staat hij buiten zijn crease op het moment dat hij de bal mist, die ook het wicket mist maar die door de wicketkeeper wordt gevangenen en direct in het wicket wordt gegooid. Als de batsman net op tijd kan terugkeren is hij niet uit. Ook is hij niet uit als het een no-ball bleek te zijn.